# استرونگیلی
استرونگیلی (به یونانی: Στρογγυλή Μεγίστης) جزیره‌ای خالی از سکنه به وسعت ۵ مایل دریایی واقع در استان اژه جنوبی در شرق دریای مدیترانه قرار دارد. این جزیره شرقی‌ترین نقطه در قلمرو کشور یونان است.